# Burlövs kommun
Burlövs kommun er en kommune i Skåne län (Skåne) i Sverige. Kommunen fungerer som forstadskommune til Malmø. Kommunen er en del af metropolregionen Stormalmø, der igen er en del af Øresundsregionen.
Kommunen ligger mellem Malmö og Lund og har et areal på 19 km2
og et befolkningstal på 20.101 (2024) indbyggere. Den er Sveriges arealmæssigt næstmindste kommune efter Sundbyberg, der er 8,83 km² stor (heraf 8,72 km² landareal) og er beliggende nordvest for den centrale del af Malmö. 

## Byer i kommunen
Der er 3 byområder i Burlövs kommun:
| # | Byområde            | Indbyggere  |
| - | ------------------- | ----------- |
| 1 | Arlöv, del af Malmø | 4.164(1960) |
| 2 | Åkarp               | 6.394(2023) |
| 3 | Burlövs egnahem     | 775(2023)   |